# Rómulo Gallegos

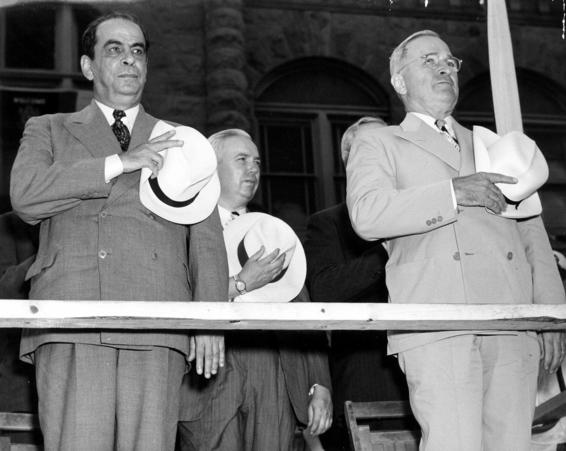
Rómulo Gallegos und Harry S. Truman

Rómulo Gallegos (* 2. August 1884 in Caracas; † 5. April 1969 ebenda) war ein venezolanischer Schriftsteller und Politiker.

## Leben
Die politische Karriere von Rómulo Gallegos begann früh in der Opposition gegen den venezolanischen Diktator Juan Vicente Gómez. Später trat er der Acción Democrática bei, die ab 1945 den Präsidenten des Landes stellte.
Im Februar 1948 wurde er als Nachfolger Rómulo Betancourts zum Präsidenten Venezuelas gewählt. Als Präsident war er jedoch nicht so erfolgreich wie als Schriftsteller. Ihm wird nachgesagt, dass er in einer großen politischen Krise mehr Zeit auf das Schreiben seiner Romane verwandte als für die Staatsgeschäfte. Bereits im November 1948 wurde er von einer Militärjunta des Amtes enthoben.
Die Romane des angesehenen Schriftstellers handeln zumeist von der venezolanischen Folklore. Seine bekanntesten Werke sind „La Trepadora“, „Historias Venezolanas“ und „Pobre Negro“.
1943 wurde er als auswärtiges Ehrenmitglied in die American Academy of Arts and Letters gewählt. Nach ihm ist der seit 1967 verliehene Prémio Internacional de Novela Rómulo Gallegos benannt, einer der bedeutendsten Literaturpreise der spanischsprachigen Welt.

## Werke (Auswahl)
- Der Bastard. Roman („Pobre negro“). Verlag Volk und Welt, Berlin 1970, übersetzt von Hans-Joachim Hartmann.
- Canaima. Roman („Canaima“). Suhrkamp, Frankfurt/M. 1989, übersetzt von Doris Deinhard, ISBN 3-518-38139-3 (Suhrkamp-Taschenbuch 1639).
- Doña Bárbara. Roman („Doña Bárbara“). Manesse Verlag, Zürich 1952, übersetzt von Werner Peiser und Waltrud Kappeler (Manesse Bibliothek der Weltliteratur).

## Verfilmungen
- Fernando de Fuentes (Regie): „Doña Bárbara“. 1943.
- Betty Kaplan (Regie): Fegefeuer der Leidenschaft. Ein packendes Epos über Leidenschaft, Gewalt, Gier und Sinnlichkeit („Doña Bárbara“). VCL, München 2000 (1 Videokass., VHS, 106 Min.).